# Citroën C-Crosser
Citroën C-Crosser je prvním SUV francouzské automobilky Citroën. Koncern PSA vyvinul C-Crosser společně s modelem Peugeot 4007 na bázi vozu Mitsubishi Outlander.

## Popis
Citroën C-Crosser byl představen na autosalonu v Ženevě. Na evropský trh se začal dodávat v červenci 2007. Vozy C-Crosser se společně s Peugeotem 4007 vyrábí u firmy Mitsubishi v Japonsku.
Nabízí konfiguraci míst 5 + 2, kdy třetí řadu sedadel lze jednoduše zcela skrýt do podlahy. Základní objem zavazadlového prostoru činí 510 litrů nebo 1686 litrů při složení všech zadních sedadel. K výbavě patří audiosystém s 8 rovnoměrně rozmístěnými reproduktory, navigační sedmipalcový, dotykový systém s barevným displejem a hard diskem o kapacitě 30GB, kamerový systém pro snadné couvání či bluetooth hands-free systém.

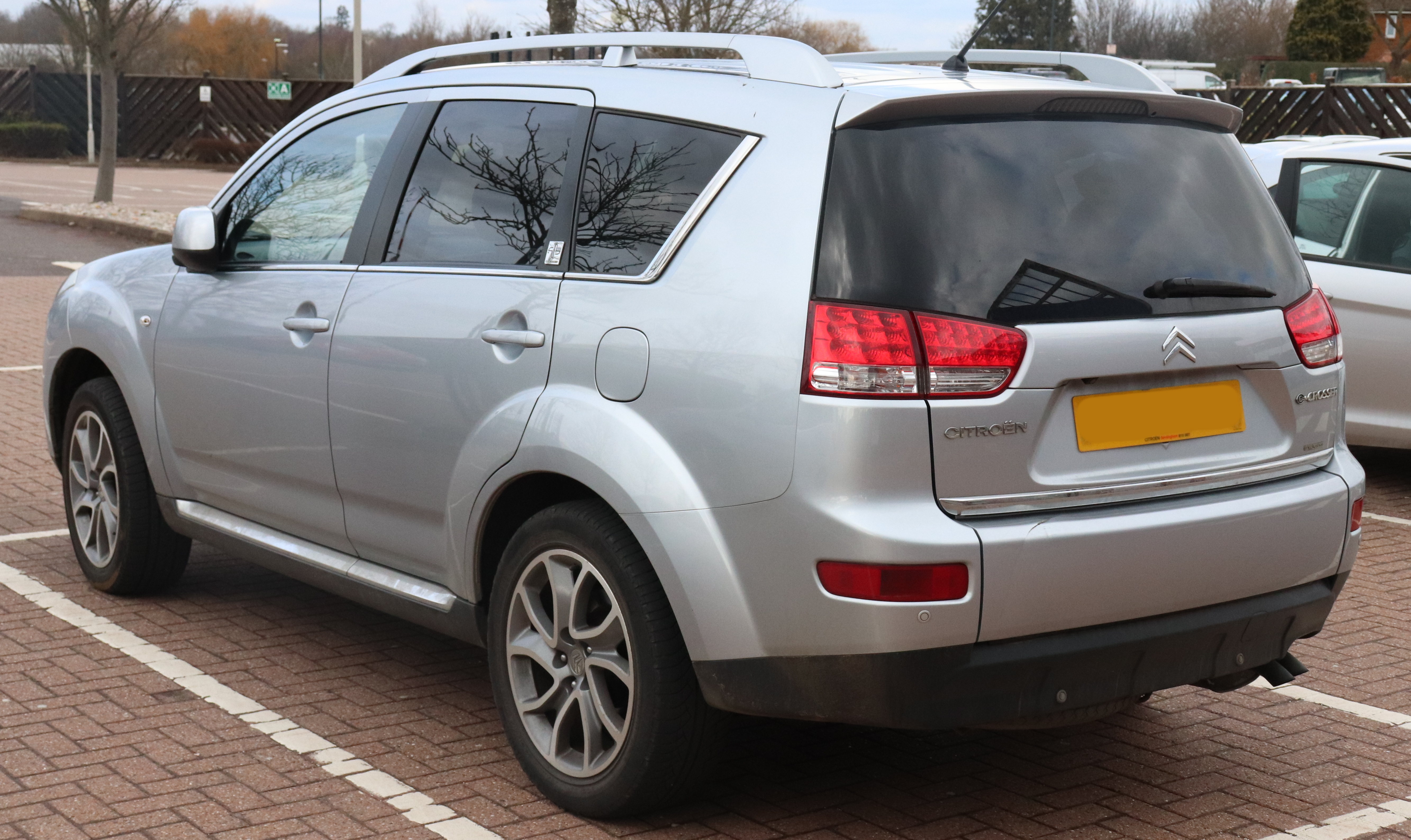
Citroën C-Crosser (2007–2012)

## Výrobní závody
- Mizushima, Kurašiki, prefektura Okajama, Japonsko
- Nagoya, Okazaki, prefektura Aiči, Japonsko
- Netherlands Car B.V. (NedCar), Born, provincie Limburg, Nizozemsko – od roku 2009
- PCMA Rus, Kaluga, Kalužská oblast, Rusko – od roku 2010

## Motorizace
Citroën SUV je nabízen s dieselovým motorem 2,2 HDi o výkonu 160k DIN (115 kW) s filtrem pevných částic (FAP) a šestistupňovou manuální převodovkou a pohonem všech kol. Pohon kol můžete měnit podle podmínek a stylu jízdy ve variantách: pohon dvou kol, pohon všech čtyř kol a modul lock.